# تنظيم الشيوعيين الثوريين العراقيين
تنظيم الشيوعيين الثوريين العراقيين هو تنظيم سياسي عراقي، تأسس عام 1973. تشكلت الجماعة إثر انشقاق عن اللجنة الثورية في الحزب الشيوعي العراقي التي كان يقودها سليم الفخري. وكان يقود التنظيم تحسين علي الشيخلي (المعروف باسم «يحيى العراقي»).
كان الشيخلي ناشطًا طلابيًا وانضم إلى اللجنة الثورية عام 1964. وسُجن عام 1969. وبعد الإفراج عنه عام 1970، فر إلى الأردن لكنه غادر إلى بيروت بعد أيلول الأسود. وفي بيروت، حافظ الشيخلي على اتصالات مع قادة ثوريين مثل عبد الله أوجلان.
دعا تنظيم الشيوعيين الثوريين العراقيين إلى الرفض التام لحكم حزب البعث، ونادى بالكفاح المسلح ضد النظام. كما تساءل عن سبب دخول الحزب الشيوعي العراقي في تحالف مع البعثيين، ووجّه انتقادات لما اعتبره نقصًا في الديمقراطية الداخلية داخل الحزب الشيوعي.
أصدر التنظيم نشرة دورية باسم الأساس من بيروت.
اغتيل الشيخلي في بيروت يوم 24 مارس 1980، ويُعتقد أن عملاء من النظام العراقي نفذوا العملية. كما قُتل قيادي آخر في التنظيم، يُدعى علي، في كردستان.